# Milan Borjan
Milan Borjan (ur. 23 października 1987 w Kninie) – kanadyjski piłkarz pochodzenia serbskiego występujący na pozycji bramkarza, reprezentant Kanady.

## Kariera klubowa
Borjan urodził się w Jugosławii. Rozpoczął tam treningi w klubie Radnički Belgrad. Potem wyemigrował z rodziną do Kanady i tam kontynuował karierę w zespole Mount Hamilton. Następnie trafił do argentyńskiego Boca Juniors, a potem do urugwajskiego Club Nacional de Football. W 2006 roku wrócił do Argentyny, gdzie został graczem zespołu River Plate. Spędził tam rok. W 2007 roku odszedł do klubu Quilmes. Przez 2 lata w jego barwach nie rozegrał jednak żadnego spotkania.
W 2009 roku podpisał kontrakt z serbskim FK Rad. Przez 2 lata rozegrał tam 36 spotkań. W 2011 roku odszedł do tureckiego Sivassporu. W Süper Lig zadebiutował 11 września 2011 roku w przegranym 1:2 pojedynku z Karabüksporem. Na początku 2012 roku został wypożyczony do rumuńskiego zespołu FC Vaslui. W połowie tego samego roku wrócił do Sivassporu.

## Kariera reprezentacyjna

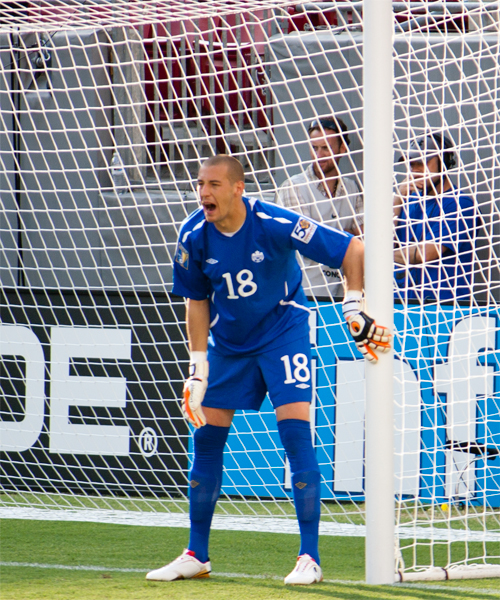
Milan Borjan w bramce reprezentacji, 11 czerwca 2011

W reprezentacji Kanady Borjan zadebiutował 9 lutego 2011 roku w przegranym 0:1 meczu towarzyskim z Grecją. W tym samym roku został powołany do kadry na Złoty Puchar CONCACAF. Zagrał na nim w spotkaniach z Gwadelupą (1:0) i Panamą (1:1), a Kanada zakończyła turniej na fazie grupowej.

## Sukcesy

### PFK Łudogorec 1945 Razgrad
- Mistrz Bułgarii: 2014/15, 2015/16, 2016/17
- Finalista Pucharu Bułgarii: 2016/17

### FK Crvena zvezda
- Mistrz Serbii: 2017/18, 2018/19, 2019/20, 2020/21, 2021/22, 2022/23
- Puchar Serbii: 2020/21, 2021/22, 2022/23